# Liste Grünstadter Persönlichkeiten
Die Liste Grünstadter Persönlichkeiten enthält Persönlichkeiten mit Bezug zu Grünstadt, geordnet nach Ehrenbürgern, Personen, die in der Stadt geboren wurden, sowie solchen, die von auswärts nach Grünstadt kamen und dort gewirkt haben. Die Liste erhebt keinen Anspruch auf Vollständigkeit. Weitere Personen sind in der Liste der Stadtoberhäupter von Grünstadt enthalten.

## Ehrenbürger
- Rudolf Krieger (1845–1903), Bürgermeister, verliehen am 16. Dezember 1902
- Josef Anton Bordollo (1852–1935), Bürgermeister, verliehen am 12. April 1920
- Herbert Färber (1903–nach 1971), Arzt
- Emilie Schmitt († 1983), Kommunalpolitikerin, Pianistin und Klavierlehrerin, verliehen am 1. Juli 1973
- Karl Unverzagt (1915–2007), Bildender Künstler und Pfalzpreisträger, verliehen 1985
- Herbert Gustavus (1927–2014), Landtagsabgeordneter, von 1973 bis 1992 Bürgermeister, verliehen 2014

## Söhne und Töchter der Stadt

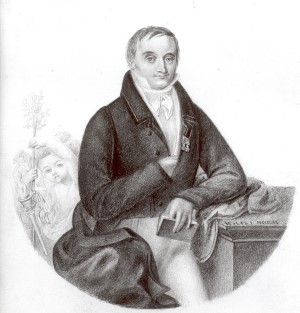
Andreas van Recum (1765–1828)

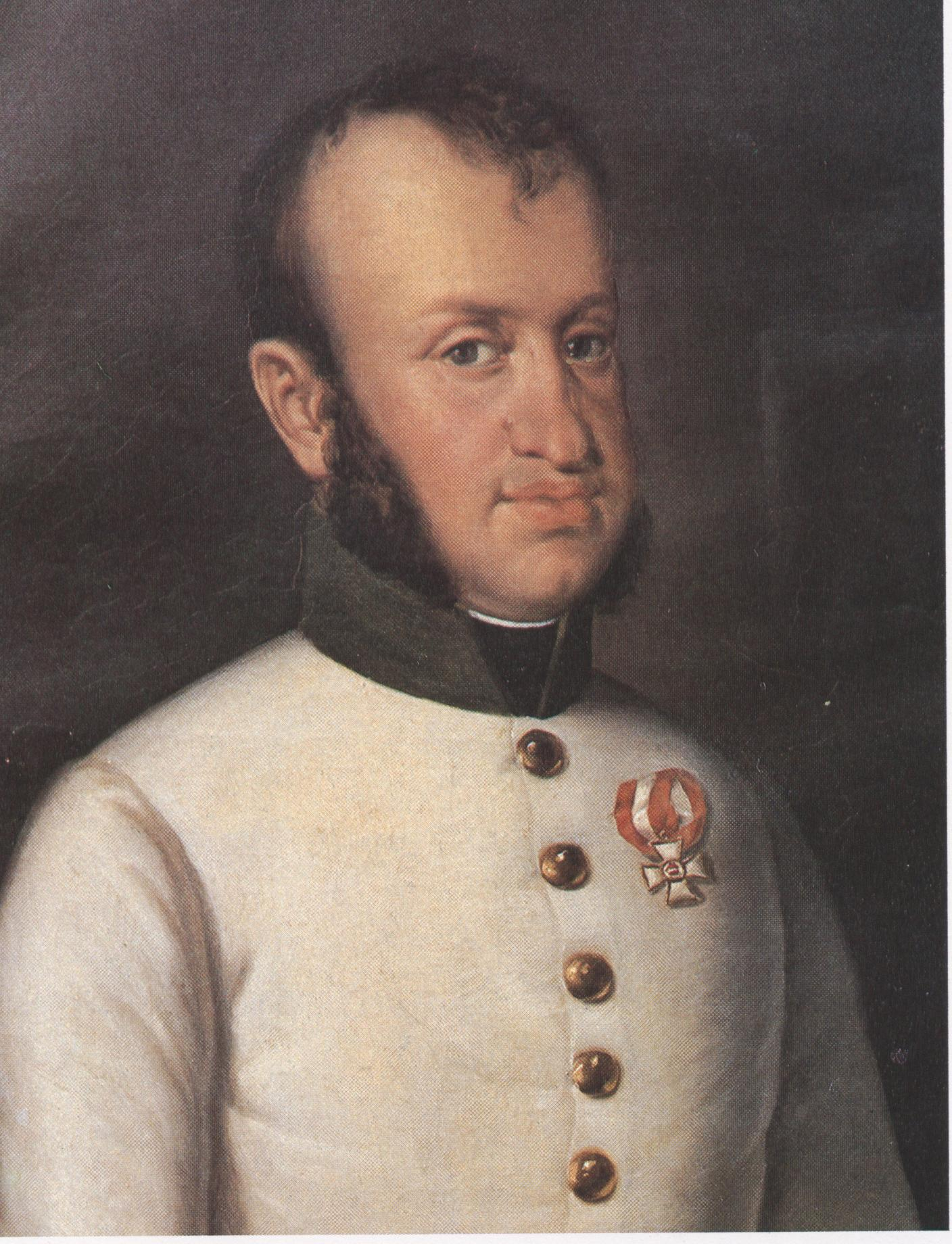
Christian Ludwig zu Leiningen-Westerburg-Neuleiningen (1771–1819)

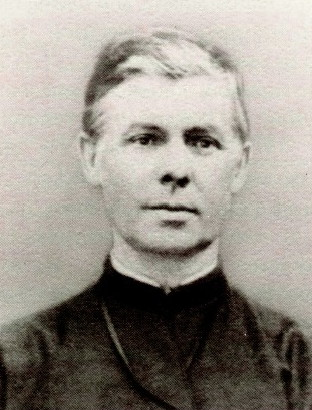
Karl Heinrich Heichemer (1836–1893)

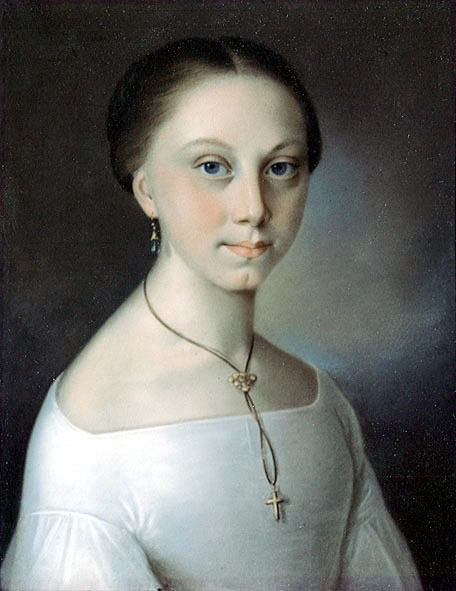
Franziska Riotte (1845–1922)

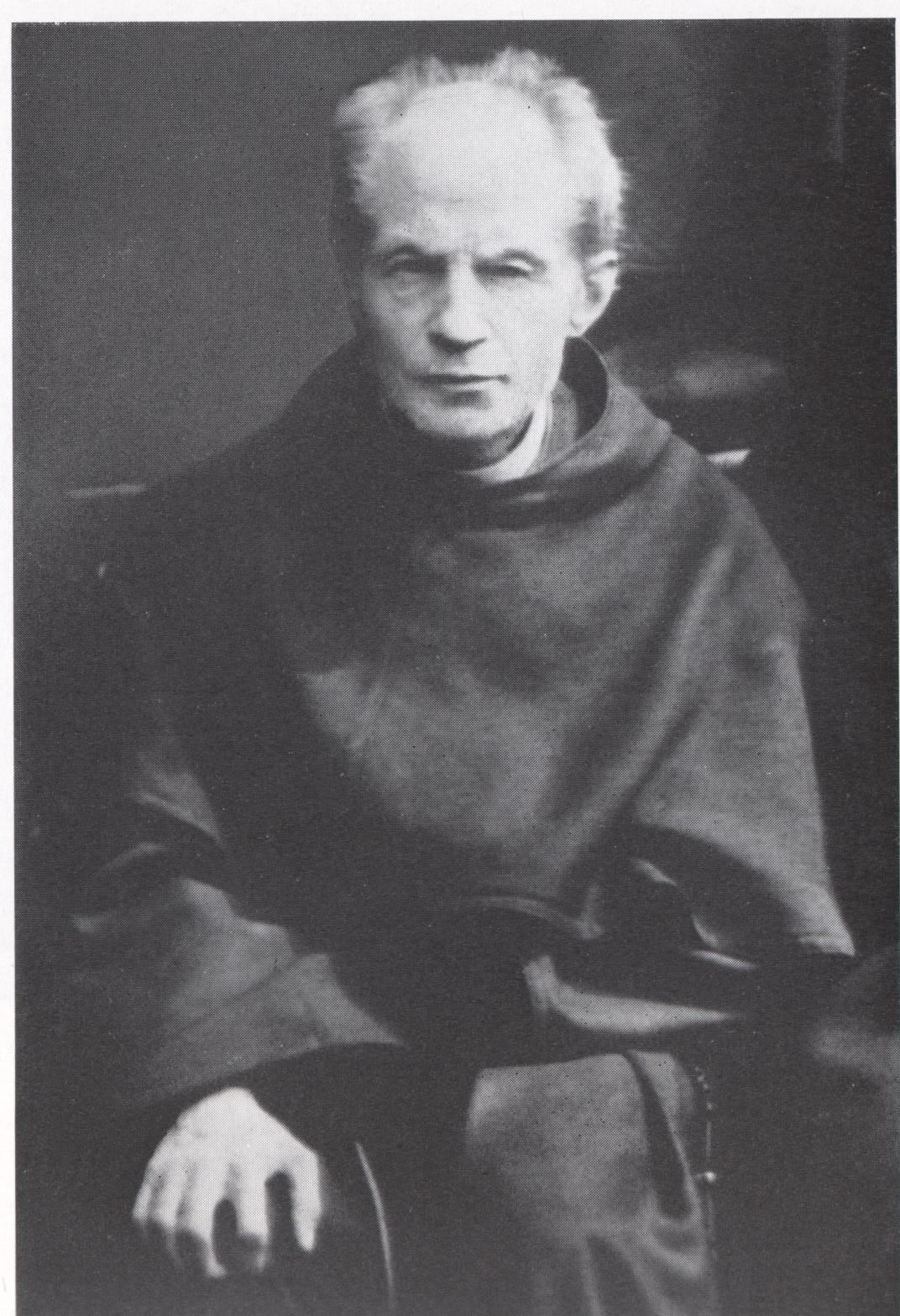
Franz Vogel (1850–1926)

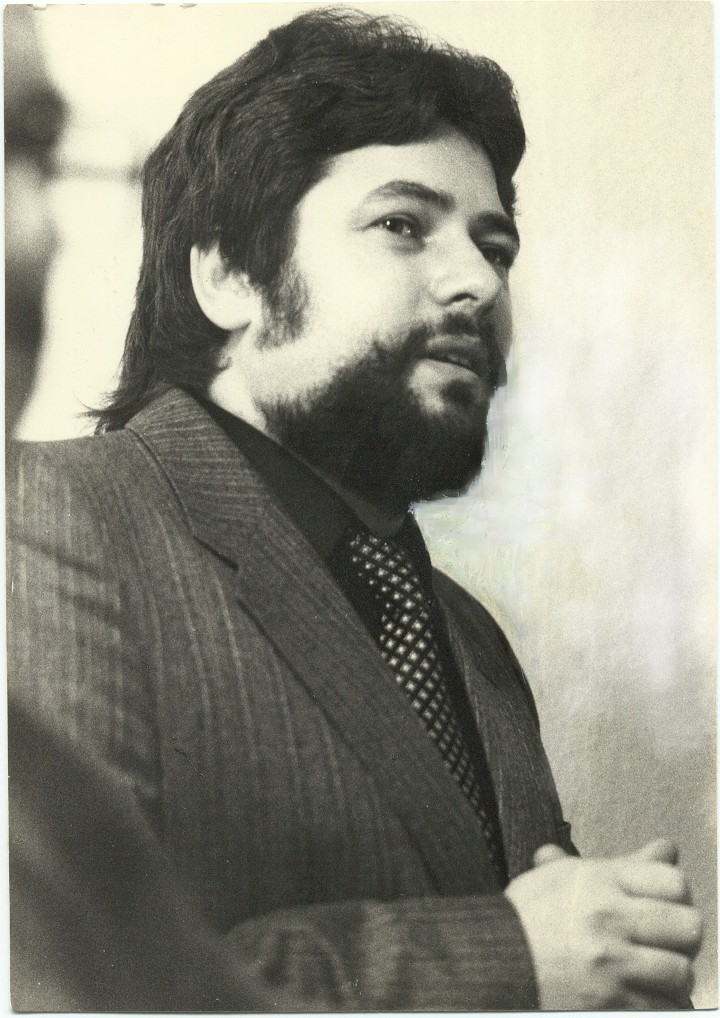
Werner Holz (1948–1991)

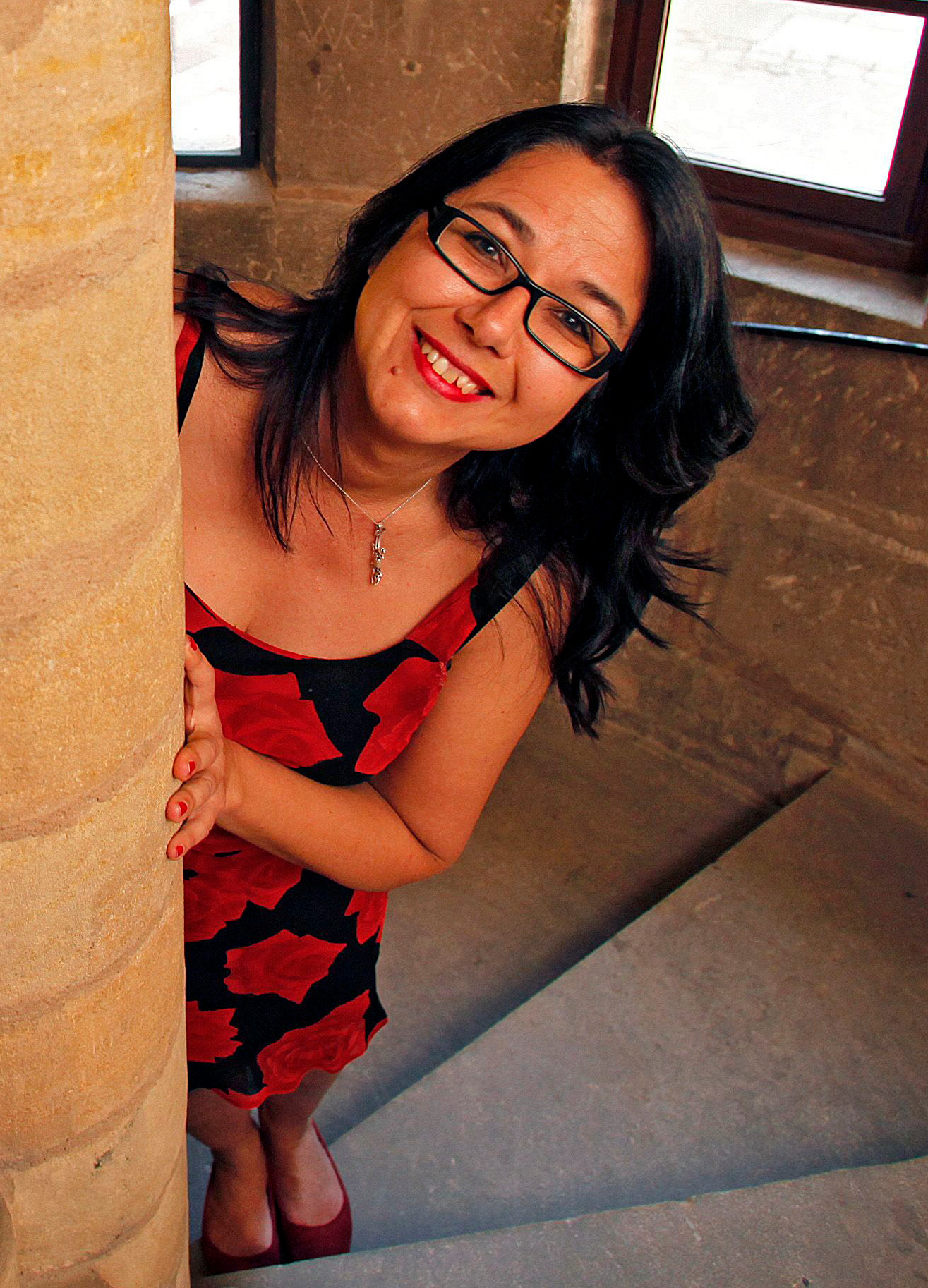
Tessa Korber

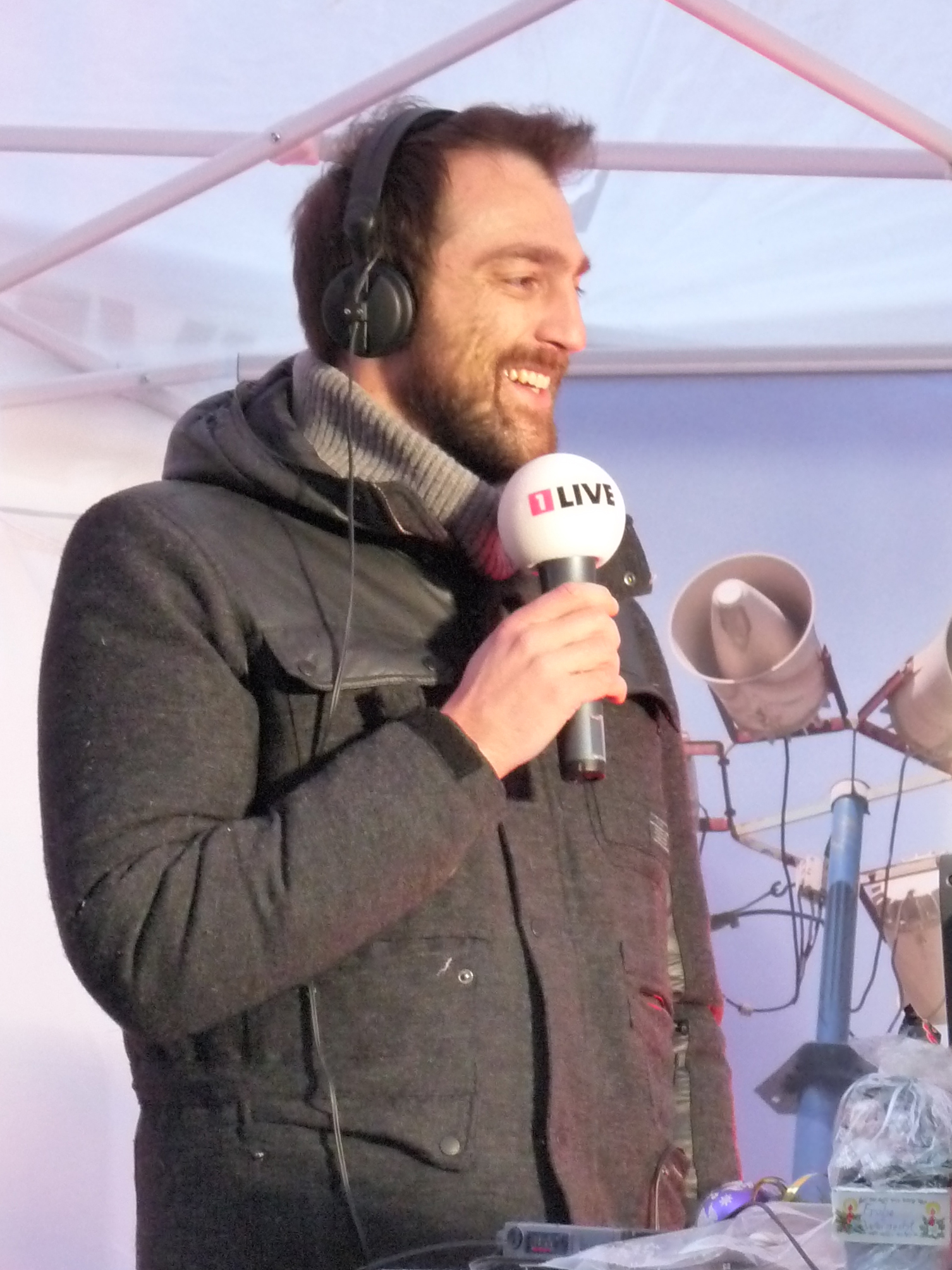
Michael Dietz

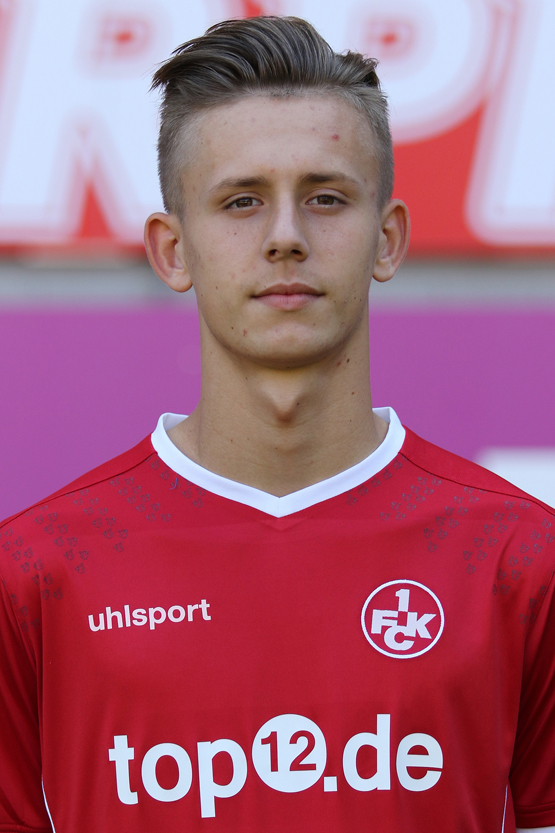
Torben Müsel

### Jahrgänge bis 1800
- Peter von Grünstadt (≈1400–1471), Priester, von 1441 bis 1471 Oberhaupt des Philippsstiftes in Zell
- Johann Konrad Schragmüller (1605–1675), Geistlicher, Theologe und Hochschullehrer an der Universität Marburg
- Johann Ludwig Alefeld (1695–1760), Philosoph und Physiker
- Johann Ludwig Seekatz (1711–1783), deutscher Barockmaler, Lehrer seines berühmteren Bruders Johann Conrad Seekatz
- Christoph Karl Ludwig von Pfeil (1712–1784), Reichsfreiherr, preußischer Staatsminister und religiöser Dichter
- Johann Conrad Jacobi (1717–1774), Kaufmann und Bankier in Königsberg, Freund von Immanuel Kant
- Johann Conrad Seekatz (1719–1768), deutscher Barockmaler
- Georg Christian Seekatz (1722–1788), deutscher Barockmaler, Bruder des berühmteren Johann Conrad Seekatz
- Johann Nepomuk van Recum (1753–1801), Unternehmer, letzter Betreiber der Frankenthaler Porzellanmanufaktur und Gründer der Steingutfabrik Grünstadt
- Friedrich Wilhelm Pixis (1755–1820), Organist und Komponist
- Johann Georg Forster (1763–nach 1791), Maler
- Andreas van Recum (1765–1828), hoher französischer und später bayerischer Beamter
- Carl Christian Heubach (1769–1797), Pädagoge, Altphilologe, Preisträger der Akademie der Wissenschaften, Göttingen, Konrektor am hiesigen Gymnasium
- August Georg zu Leiningen-Westerburg-Neuleiningen (1770–1849), österreichischer Feldmarschallleutnant, Maria-Theresien-Ritter, Vize-Gouverneur der Bundesfestung Mainz
- Carl Friedrich Bernhard (1771–nach 1810), Gründer einer Baumwollspinnerei
- Christian Ludwig zu Leiningen-Westerburg-Neuleiningen (1771–1819), österreichischer Oberst und Maria-Theresien-Ritter
- Bernhard Bordollo (1775–1840), Unternehmer und Bürgermeister von Grünstadt
- Johann Karl Christoph von Seybold (1777–1833), geadelter württembergischer Generalmajor, Ritter der franz. Ehrenlegion
- Wilhelm Bordollo (1779–1822), Unternehmer und Bürgermeister von Grünstadt
- Johann Georg Beutner (1788–1859), Mediziner, Kantonsarzt
- Johann Jakob Parcus (1790–1854), Jurist und Politiker, Abgeordneter der 2. Kammer der Landstände des Großherzogtums Hessen
- Georg Otto Forster (1791–1851), Gutsbesitzer bzw. Geometer
- Carl Christian Tenner (1791–1866), Lyriker
- Christian Heinrich Gilardone (1798–1874), Heimatdichter und Buchautor, Neffe des Malers Müller

### 19. Jahrhundert

#### 1801 bis 1840
- Peter Köstler (1805–1870), Priester, Domkapitular des Bistums Speyer
- Jacob Fränkel (1808–1887), erster offizieller Militärrabbiner der Vereinigten Staaten von Amerika
- Eduard Fries (1811–1879), deutsch-schweizerischer Mediziner und Botaniker
- Friedrich Hermann Moré (1812–1880), Revolutionär und späterer Bahnbeamter
- Hieronymus Hofer (1815–1890), evangelischer Pfarrer, Sozialreformer
- Philipp Umbscheiden (1816–1870), Mitglied der Nationalversammlung 1848/49 und des Bayerischen Landtages
- George Forster (1817–1896), Maler aus Sausenheim, 1865 in die USA emigriert, dort sehr berühmt.
- Peter Fries (1820–1851), Politiker und Revolutionär
- Karl Möllinger (1822–1895), Architekt
- August Holz (1823–1899), später Mäzen in Boston (USA)
- Johann Adam Becker (1823–1871), Soldat im 2. Bayerischen Jägerbataillon
- Jakob Mack (1824–1907), Nudelfabrikant in Neustadt an der Weinstraße
- Franz Umbscheiden (1825–1874), Revolutionär und Journalist
- Emil Dursy (1828–1878), Mediziner, Zoologe und Hochschullehrer
- Karl Heinrich Heichemer (1836–1893), Jesuitenpater und Ordensprokurator in Baltimore (USA)
- Gottlob Dittmar (1839–1891), Pädagoge und Autor
- Carl Friedrich Heman (1839–1919), evangelischer Theologe und Philosophieprofessor an der Universität Basel
- Josef Massenez (1839–1923), Ingenieur und Industrieller
- Karl Michael Ludwig Hollensteiner (1840–1917), evangelischer Pfarrer, Propst und Buchautor

#### 1841 bis 1900
- Friedrich Seltsam (1844–1887), Knochenleimfabrikant, Erfinder
- Robert Goldschmit (1845–1923), Gymnasialprofessor, Historiker, Landtagsabgeordneter in Baden (Nationalliberale)
- Franziska Riotte (1845–1922), Kunstmalerin und Schriftstellerin
- Adolf Stern (1849–1907), Schachspieler
- Johannes Jost (1850–1916), Brauereigründer und Unternehmer
- Ludwig von Stempel (1850–1917), Architekt des Historismus und bayrischer Baubeamter
- Franz Vogel (1850–1926), Franziskanerpater
- Gustav Hatzfeld (1851–1930), Polizeirat, Ludwigshafener Polizeichef
- Fred Zutavern (1851–1926), Unternehmer und Abgeordneter im Repräsentantenhaus von Kansas
- Frederick Krieg (1852–1932), Dekorationsmaler, Keramikdesigner und Mosaikkünstler in USA
- Karl Foltz (1865–1961), katholischer Priester, Prälat
- Emil Mehle (1868–1960), Unternehmer, Fabrikant für Aktenordner und Büro-Registraturartikel in Göttingen
- Johann Cadau (1871–1912), Politiker (Zentrum), bayerischer Landtagsabgeordneter
- Karl Rösener (1879–1956), Tropenmediziner, Schlafkrankheitsforscher in Kamerun
- Hedwig Schäffer (1879–1963), Kunstmalerin
- Heinrich Gebhardt (1885–1939), Marineoffizier, Konteradmiral
- Baptist Knieß (1885–1956), Offizier in der Bayerischen Armee, der Reichswehr und der Wehrmacht; im Zweiten Weltkrieg General der Infanterie
- Karl Breyer (1893–1964), Oberbürgermeister von Frankenthal (Pfalz)
- Heinrich Stein MSF (1897–1948), katholischer Missionar
- Heinrich Webler (1897–1981), Jurist

### 20. Jahrhundert

#### 1901 bis 1950
- Hermann Emrich (1901–1979), Beamter und Literaturwissenschaftler
- Walter Hück (1911–1998), Journalist, Chefredakteur der Rheinpfalz
- Karl Unverzagt (1915–2007), Bildender Künstler und Pfalzpreisträger
- Bessie Becker (1919–1971), Modedesignerin
- Erwin Lehn (1919–2010), Pianist und Orchesterleiter (Südfunk-Tanzorchester des SWR)
- Erich Becker (1920–2003), Bauingenieur und Manager
- Ludwig Wilding (1927–2010), Maler und Objektkünstler
- Wolfgang Heinz (* 1938), Politiker (FDP), Abgeordneter und Fraktionsvorsitzender im Landtag von Nordrhein-Westfalen
- Jürgen Kegler (* 1944), evangelischer Theologe und Alttestamentler
- Werner Holz (1948–1991), Maler des Phantastischen Realismus[1]
- Norbert Schindler (* 1949), Politiker (CDU), MdB, Vizepräsident des Deutschen Bauernverbandes sowie Präsident der Landwirtschaftskammer Rheinland-Pfalz

#### 1951 bis 1970
- Edgar Radtke (* 1952), Romanist
- Helmut Orpel (* 1955), Kunsthistoriker und Autor
- Martin Schöneich (* 1955), Bildhauer
- Klaus Veit (* 1955), Generalmajor des Heeres der Bundeswehr
- Reinhold Niederhöfer (* 1956), Politiker (SPD), Bürgermeister der Verbandsgemeinde Grünstadt-Land
- Arno Wolf (1959–2013), Fußballspieler
- Judith Schwaab (* 1960), literarische Übersetzerin und Verlagslektorin
- Volker Erb (* 1964), Jurist und Professor
- Eva Christiana Köhler (* 1964), Ägyptologin
- Tessa Korber (* 1966), Autorin
- Michael Fink (* 1967), Autor
- Lutz Eckstein (* 1969), Ingenieur und Hochschullehrer, Präsident des VDI
- Daniel Glunčić (* 1970), kroatischer Diplomat
- Dominik Wörner (* 1970), Sänger und Kirchenmusiker

#### 1971 bis 2000
- Anja Besand (* 1971), Sozial- und Erziehungswissenschaftlerin
- Marco Haber (* 1971), Fußballspieler
- Frank Rüttger (* 1971), Politiker (CDU), Bürgermeister der Verbandsgemeinde Leiningerland
- Christian Schommers (* 1971), Journalist, Buchautor und Medienunternehmer
- Regine Zimmermann (* 1971), Schauspielerin
- Torsten Krebs (* 1973), Sportschütze
- Erdal Toprakyaran (* 1974), Islamwissenschaftler und Historiker
- Nils Brunkhorst (* 1976), Schauspieler
- Michael Dietz (* 1976), Autor, Journalist und Moderator
- Susu Padotzke (* 1976), Schauspielerin
- Sylvia Benzinger (* 1978), Deutsche Weinkönigin (2005/2006)
- Horst Hoof (* 1978), Hörfunkmoderator
- Sven Günther (* 1978), Althistoriker
- Markus Krienke (* 1978), Theologe, Philosoph und Jurist
- Nicole Steingaß (* 1979), Staatssekretärin in den rheinland-pfälzischen Ministerien für Wissenschaft und Gesundheit bzw. des Innern und für Sport
- Emily Claire Völker (* 1979), Illustratorin
- Silvio Adzic (* 1980), Fußballspieler
- Sabine Krienke (1981–2015), Ärztin und Trägerin des Bundesverdienstkreuzes
- Florian Alexandru-Zorn (* 1984), Unternehmer, Autor und Musiker
- Christoph Spies (* 1985), Politiker (SPD), Mitglied des Landtages von Rheinland-Pfalz
- Torben Müsel (* 1999), Fußballspieler
- Moritz Riedinger (* 1999), American-Football-Spieler
- Sonja Zimmermann (* 1999), Hockeyspielerin

### 21. Jahrhundert
- Leonie Gebert (* 2003), Fußballspielerin

## Personen, die vor Ort gewirkt haben

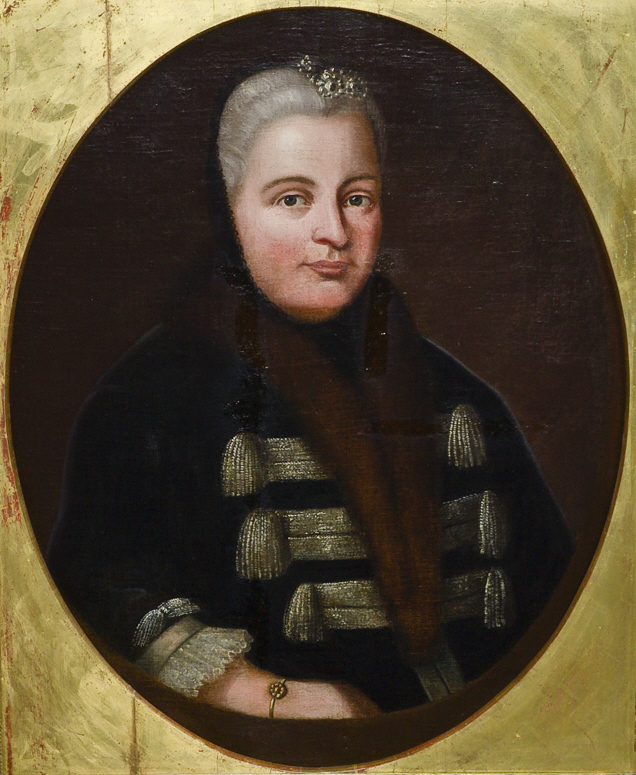
Margarete von Leiningen-Westerburg-Neuleiningen (1694–1761)

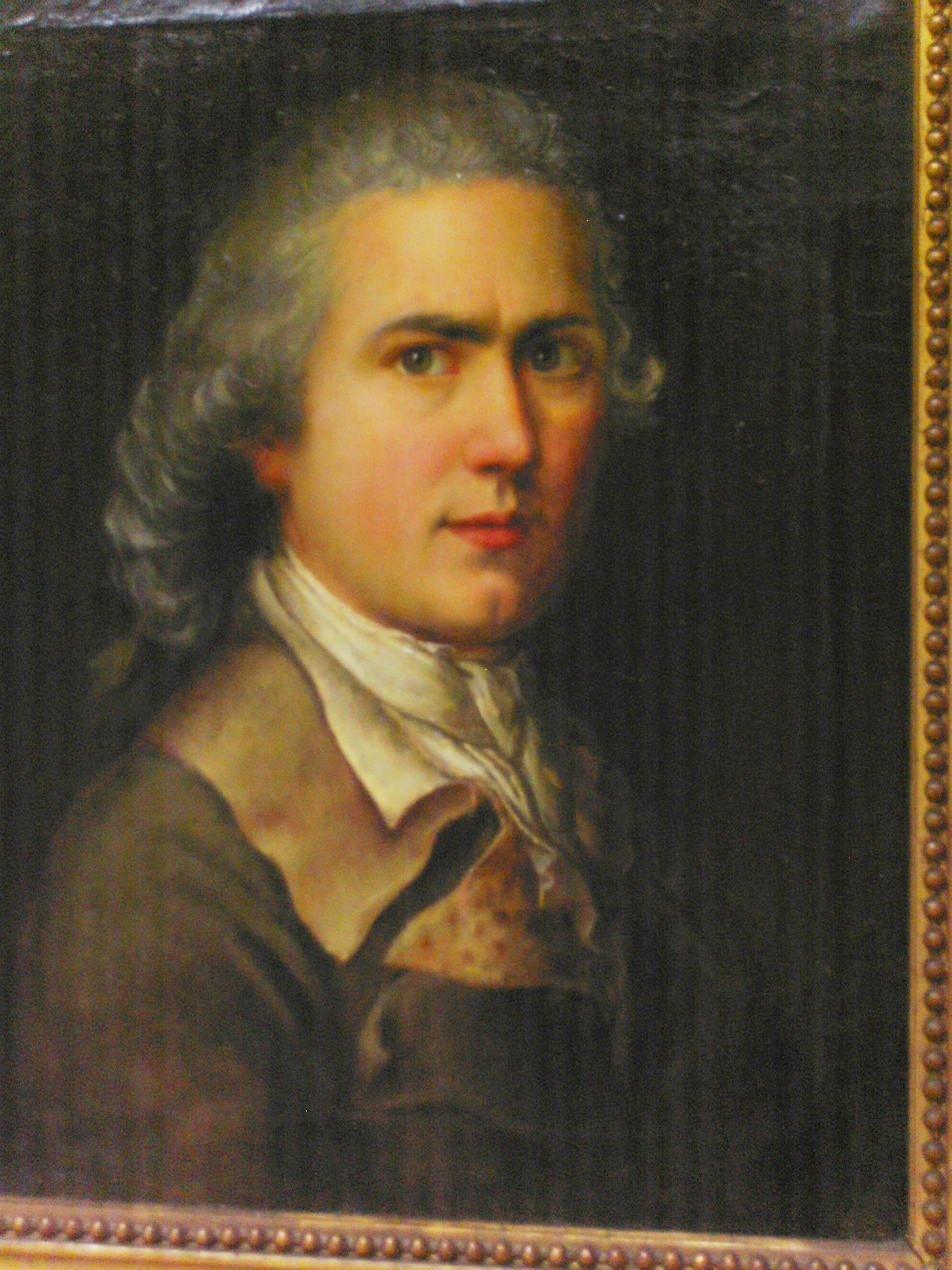
Johann Adam Schlesinger (1759–1829)

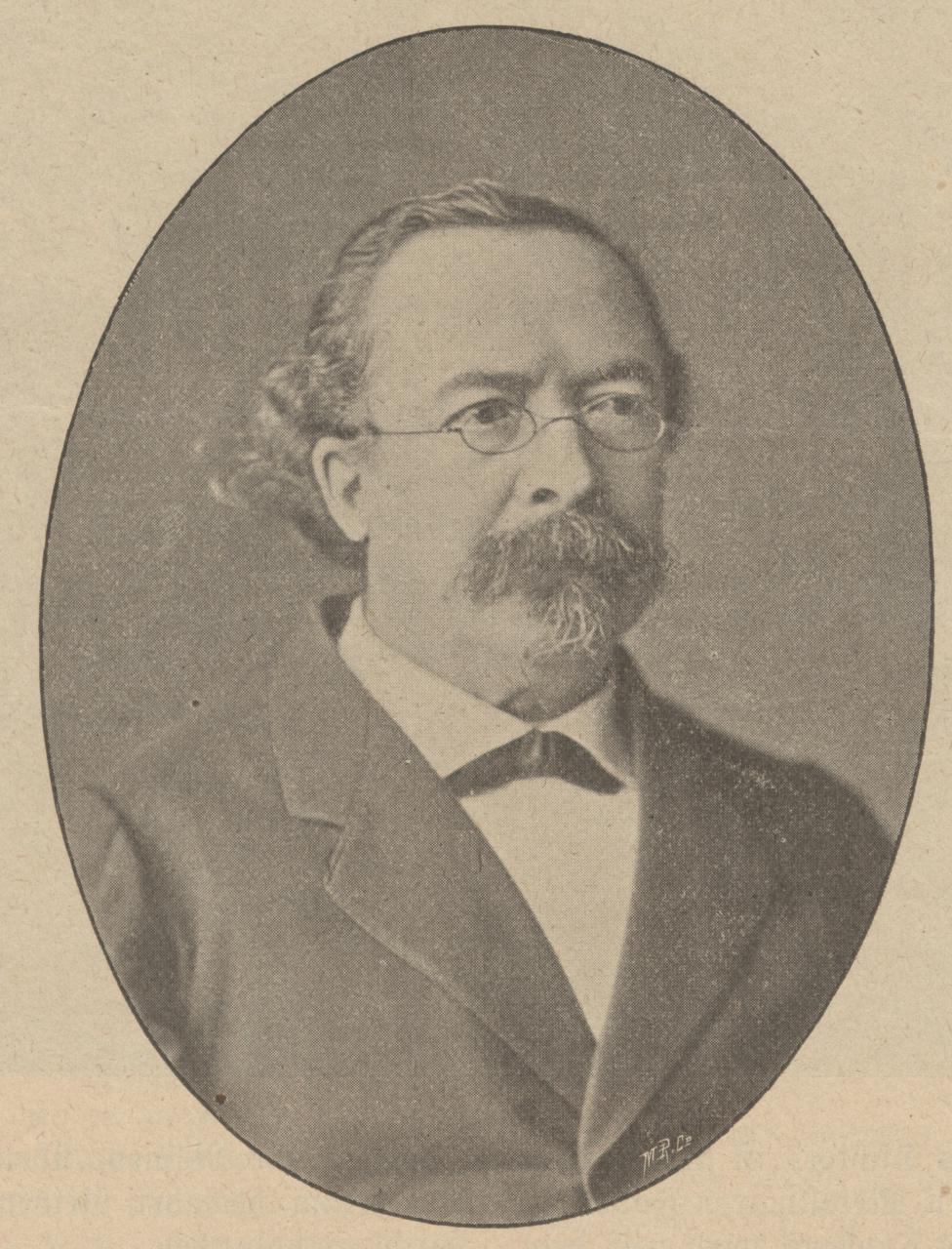
Ferdinand Gottfried von Herder (1828–1896)

- Gräfin Eva von Leiningen-Westerburg (1481–1543), Ortsherrin, 1525 Retterin der Burg Neuleiningen, 1537 Stifterin eines Hospitals in Grünstadt, Person des Pfälzischen Volksgutes
- Theodor Rhodius († 1625), Späthumanist, Dichter, 1595–1601 Lehrer an der Höninger Lateinschule, 1612–1625 lutherischer Pfarrer von Asselheim
- Johann Baptist Gegg (1664–1730), Weihbischof in Worms, weihte am 6. Juni 1717 die heutige katholische Pfarrkirche und firmte 2000 Personen.
- Johann Conrad Fabritius (1673–1722), gräflich leiningischer Oberschultheiß von Grünstadt (Epitaph an der Martinskirche)
- Johann Martin Seekatz (1680–1729), war von 1709 bis 1725 gräflich leiningischer Hofmaler in Grünstadt, wo auch sein noch berühmterer Sohn Johann Conrad Seekatz geboren wurde.
- Martin Augsthaler († 1749), Domherr in Worms, legte 1725 den Grundstein der lutherischen Peterskirche Sausenheim und stiftete 1728 in der kath. Kirche St. Stephan (Sausenheim) den Hochaltar mit einer Widmungsinschrift.
- Margarete von Leiningen-Westerburg-Neuleiningen (1694–1761), durch Heirat Gräfin von Leiningen und Landesherrin, Enkelin des dänischen Königs Friedrich III., in der Martinskirche begraben
- Georg Carl I. August Ludwig von Leiningen-Westerburg-Neuleiningen (1717–1787), regierender Graf, holländischer Generalleutnant, in der Martinskirche begraben
- Christoph Jakob Kremer (1722–1777), kurpfälzischer Historiker und Jurist in Mannheim, starb in Grünstadt und wurde hier begraben.
- August Gottlieb Preuschen (1734–1803), Theologe, Kartograph, Lehrer des Dichters Johann Peter Hebel; amtierte als Diakon in Grünstadt und veröffentlichte hier religiöse Gedichte.
- Johann Friedrich Schmoll (1739–1794), Komponist und Organist; von 1773 bis 1779 Leininger Hoforganist an der Martinskirche
- David Christoph Seybold (1747–1804), Pädagoge, Theologe, Dichter, Professor für klassische Literatur an der Universität Tübingen, 1776–1779 Rektor des Gymnasiums Grünstadt
- Karl Christian Heyler (1755–1823), Pädagoge, Altphilologe, Publizist und Fachautor, 1779–1789 Rektor des Gymnasiums Grünstadt
- Friedrich Christian Laukhard (1757–1822), Schriftsteller, besuchte das Leininger-Gymnasium.
- August Moßdorff (1758–1843), Beamter und führender deutscher Jakobiner, vertrat Grünstadt 1792/93 im Nationalkonvents der Mainzer Republik.
- Johann Adam Schlesinger (1759–1829), Kunstmaler, war Vater des Malers Johann Jakob Schlesinger.
- Johann Christoph Bleßmann (1760–1836), Revolutionär; ließ in Grünstadt 1793 den Freiheitsbaum errichten, die Grafen als Geiseln entführen und ihre Schlösser plündern.
- Friedrich Christian Matthiä (1763–1822), war Pädagoge, Altphilologe und wissenschaftlicher Buchautor sowie langjähriger Rektor des Leininger-Gymnasiums.
- Karl Christian Parcus (1763–1819), wurde als Verwaltungsjurist zum Revolutionär.
- Gabriel Hagspiel (1765–1815), von 1810 bis 1815 katholischer Stadtpfarrer in Grünstadt, war Freund und Vertrauter des Prinzenerziehers im bayerischen Königshaus Joseph Anton Sambuga.
- Leopold Roos (1768–1838), Talmudlehrer, über 30 Jahre lang Rabbiner in Grünstadt; Grabstein auf dem hiesigen Judenfriedhof erhalten
- Johann Schlesinger (1768–1840), Maler, war der Bruder von Johann Adam Schlesinger und der Onkel von Johann Jakob Schlesinger.
- Michael Schnetter (1788–1854), katholischer Stadtpfarrer von 1819 bis 1822, später Domkapitular in Mainz
- Bernhard Würschmitt (1788–1853), Bildhauer und Kunstmaler, war katholischer Stadtpfarrer von 1828 bis 1832.
- Heinrich Dittmar (1792–1866), Pädagoge, Schüler von Johann Heinrich Pestalozzi, wirkte über 30 Jahre als Leiter der Grünstadter Lateinschule.
- Johann Jakob Schlesinger (1792–1855), war Kunstprofessor, Maler und Restaurator.
- Heinrich Wilhelm David Heman (1793–1873), jüdischer Konvertit, evangelischer Missionar, 1820 bis 1843 Lehrer in Grünstadt
- Karl Georg Leonhard Hollensteiner (1810–1871), evangelischer Pfarrer und Buchautor; 1837 bis 1842 Lehrer in Grünstadt
- Philipp Leonhard Mann  (1819–1876), Unternehmer und Politiker, von 1858 bis 1874 Mitglied des Stadtrats
- Ferdinand Gottfried von Herder (1828–1896), Botaniker, Enkel des Dichters Johann Gottfried von Herder, verbrachte in Grünstadt seinen Ruhestand.
- Wilhelm Metz (1828–1888), Zeichenlehrer, Komponist und Kirchenmusiker, wuchs in Grünstadt auf und lebte hier bis 1846.
- Friedrich Eppelsheim (1834–1899), von 1866 bis 1899 Amtsrichter in Grünstadt, Schmetterlingsforscher
- Eduard Eppelsheim (1837–1896), von 1874 bis 1886 Arzt in Grünstadt, Insektenforscher
- Emil Sommer (1838–1904), deutscher Verleger und Zeitungsredakteur, ab 1886 Gründer und Herausgeber der „Grünstadter Zeitung“
- Stephan Lederer (1844–1923), katholischer Stadtpfarrer und Schriftsteller, war 1903 Mitbegründer und erster Schriftführer des Altertumsvereins.
- Carl Leonhard (1848–1930), Direktor der Heidelberger Portland-Zement-Fabrik, als ehemaliger Grünstadter Schüler, Wohltäter der Stadt
- Anna Mehle (1862–1928), Ladeninhaberin, Opfer eines ungeklärten Raubmordes
- Karl Munzinger (1864–1937), ev. Pfarrer im Ortsteil Sausenheim, Japan-Missionar, Buchautor
- Emil Müller (1864–1918), ev. Pfarrer im Ortsteil Sausenheim, Gründer des Altertumsvereins Grünstadt, Heimatkundler und Buchautor
- Jakob Binder (1866–1932), Reichstagsabgeordneter, war von 1920 bis 1927 Bürgermeister.
- Ludwig Maria Hugo (1871–1935), Bischof von Mainz, Kämpfer gegen den Nationalsozialismus, wohnte zeitweise in Grünstadt und besuchte hier das Progymnasium.
- Ludwig Sinsheimer (1873–1942), Rechtsanwalt und Autor juristischer Fachbücher, starb als Opfer des Holocaust im französischen Internierungslager Noé.
- Friedrich Ernst (1874–1943), Schulrektor, Heimatforscher, Autor, war 1929 Verfasser einer Geschichte des Gymnasiums Grünstadt.
- Eugen Sommer (1876–1961), Politiker, Mitglied im Stadtrat und Zweiter Beigeordneter
- Johann Weber (1879–1916), 1908 bis 1910 Kaplan in Grünstadt, Lokalhistoriker, Buchautor, verfasste 2 Bücher zur Geschichte der Stadt.
- William Ohly (1883–1955), deutsch-britischer Bildhauer, jüd. Abstammung, Emigrant. Schuf 1927 an der Martinskirche ein einzigartiges Christusrelief mit jüdischen Schläfenlocken.
- Emil Sommer (1885–1936), bayerischer Jurist, Bürgermeister von Treuchtlingen, NS-Opfer; hier aufgewachsen (Druckerei Sommer)
- Hans Feßmeyer (1886–1956), Lehrer am Grünstadter Progymnasium, Heimatforscher, Autor, Verfasser einer Stadtgeschichte
- Alfons Zobel (1889–1970), Maler, starb vor Ort.
- Wilhelm Caroli (1895–1942), katholischer Priester, 1924/25 Kaplan in Grünstadt, starb als Opfer des NS-Regimes im KZ Dachau.
- Emil Straus (1899–1985), 1921–1923 Lehrer am Progymnasium, 1925 Heirat einer Grünstadterin, 1938 Ausbürgerung wegen jüdischer Abstammung, ab 1947 Kultusminister des Saarlandes, von 1952 bis 1955 saarländischer Gesandter in Paris.
- Otto Prott (1904–1970), Architekt, lebte in der Stadt und hatte dort sein Büro
- Theodor Nauerz (1909–2007), katholischer Priester, Verfolgter des NS-Regimes, amtierte 27 Jahre lang als Stadtpfarrer.
- Oskar Sommer (1924–2004), Naturforscher
- Peter Lücker (1933–2022), Pharmakologe und Kommunalpolitiker der FDP.
- Horst-Joachim Rahn (* 1944), Ökonom, Hochschullehrer und Schriftsteller, lebt in Grünstadt.
- Michael Rumpf (* 1948), Autor, erhielt 1991 den Limburg-Preis, lebt in Grünstadt.
- Axel Bronstert (* 1959), Professor für Geoökologie an der Universität Potsdam, verbrachte seine Schulzeit in Grünstadt.
- Andrea Benecke (* 1961),  Psychologin, psychologische Psychotherapeutin und seit 2023 Präsidentin der Bundespsychotherapeutenkammer, wohnt vor Ort
- Christophe Neff (* 1964), Geograph und Waldbrandexperte, lebt in Grünstadt.
- Helgi Schmid (* 1986), Film- und Theaterschauspieler, wuchs in Grünstadt auf und lebte dort bis zum Abitur.